# Concentrado de color
Los concentrados de color son polímeros altamente aditivados con pigmento, colorantes, ceras dispersantes y otros aditivos que sirven para colorear un plástico. Son la forma más económica de colorear un plástico, mas no la única. Otras formas de obtener partes moldeadas o extruidas son:
- Plástico precoloreado
- Mezclar con pigmento en polvo o líquido
- En el caso de PET se pueden utilizar microperlas (las microperlas para PET son más económicas que el concentrado de color).

Las empresas de mayor tecnología logran concentrar entre un 50 a un 80% de pigmento en un concentrado. Los concentrados de color tienen además de colores aditivos y efectos que incluyen los siguientes:
- Efecto perlado
- Efecto metálico
- Efecto perlado y metálico
- Efecto perlado metálico y color translúcido u opaco
- Efecto madera[1]
- Colores sólidos, pasteles, translúcidos, opacos.
- Efectos de puntos de colores y líneas aleatorias (Efecto splash)
- Aroma o perfume
- Colores fluorescentes
- Colores fosforescentes
- Antiestático
- Anticondensantes
- Retardantes a la flama
- Antimicrobiales
- Antibacteriales
- Antifungi
- Espumantes
- Estabilizadores de UV
- Antioxidantes

Los colores intensos para plástico como el naranja, amarillo, rojo requieren de pigmentos de alta resistencia a la temperatura, estos tonos llamativos suelen ser muy económicos si contienen metales pesados, lo cual representa un riesgo para la salud si están destinados a tener contacto con alimentos o piel. Otras aplicaciones son seguras.
Los concentrados de color son mezclados en la tolva por medios manuales, mecánicos o con robots, los robots proporcionan los mejores resultados, precisos y económicos, dos de las marcas más comunes son Colortronic y Mcguire. Estos "robots" mezclan el polímero y el concentrado justo antes de caer en la tolva de alimentación, con lo cual se asegura una calidad homogénea.
Un productor de concentrados con plantas en Iberoamérica es Clariant, también existe Ingenia y PolyOne. Otros productores de concentrados de color locales pueden sin embargo proveer de concentrados adecuados a muchas de las necesidades comunes.
En el mercado, no existen masterbatches basados en plásticos biodegradables ni con componentes naturales. En cambio, a nivel de investigación se están observando algunas acciones que se encuentran en un estado muy avanzado.
El concentrado de color debe tener un porcentaje de aplicación de entre 0.5 - 5% en usos promedio.
Es decir: un 100% de Polímero utilizará en promedio el 3% de concentrado de color.
Debe tomarse en cuenta que no debe excederse la cantidad de concentrado de color puesto que tiene un costo mucho mayor al polímero, si se desea modificar el tono es mejor hablar con su proveedor de materia prima.
La forma correcta de dosificar un concentrado de color es tomando como base el 100% del polímero, de manera que un concentrado de color que se recomienda para un uso del 3% usará en 100 kg:
100 kg de Polímero sin color
+ 3 kg de Concentrado de color
_______________________________
= 103 kg totales.